# National Hockey League 1925/1926

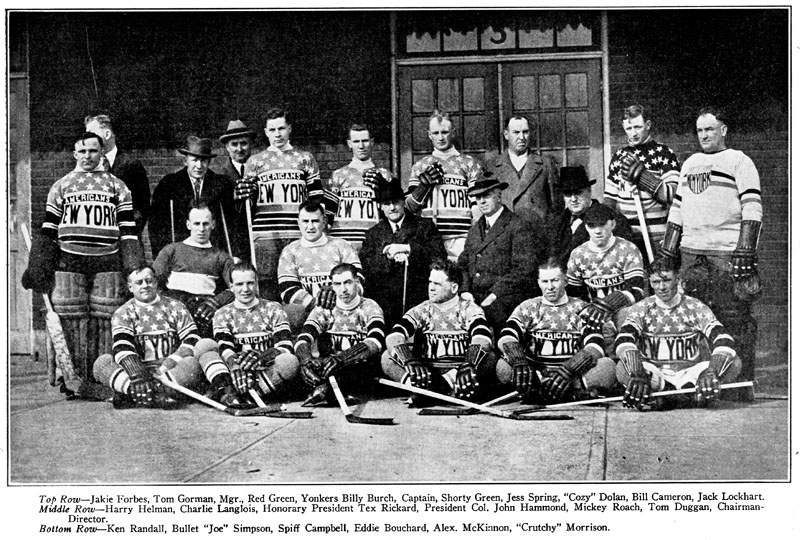
New York Americans säsongen 1925–26.

National Hockey League 1925/1926 var den nionde säsongen av NHL. Sju lag spelade 36 matcher var i grundserien innan spelet om Stanley Cup inleddes den 8 mars 1926. Stanley Cup vanns av Montreal Maroons som tog sin första titel efter finalseger mot Victoria Cougars med 3-1 i matcher. Victoria Cougars fick spela om Stanley Cup efter vinst i WHL.
De tre lagen som tog sig till slutspel föregående säsong hamnade på de tre sista platserna i grundserien och missade slutspelet denna säsong.
New York Americans spelade sin första säsong i ligan efter det att klubben köpt rättigheterna till spelarna i det tidigare NHL-laget Hamilton Tigers.
Ligan fick ett helt nytt lag i Pittsburgh Pirates.

## Grundserien
| Nr | Lag                     | S  | V  | O | F  | GM | IM  | MS  | P  |
| -- | ----------------------- | -- | -- | - | -- | -- | --- | --- | -- |
| 1  | Ottawa Senators         | 36 | 24 | 4 | 8  | 77 | 42  | +35 | 52 |
| 2  | Montreal Maroons        | 36 | 20 | 5 | 11 | 91 | 73  | +18 | 45 |
| 3  | Pittsburgh Pirates (NY) | 36 | 19 | 1 | 16 | 82 | 70  | +12 | 39 |
| 4  | Boston Bruins           | 36 | 17 | 4 | 15 | 92 | 85  | +7  | 38 |
| 5  | New York Americans (NY) | 36 | 12 | 4 | 20 | 68 | 89  | −21 | 28 |
| 6  | Toronto St. Patricks    | 36 | 12 | 3 | 21 | 92 | 114 | −22 | 27 |
| 7  | Montreal Canadiens      | 36 | 11 | 1 | 24 | 79 | 108 | −29 | 23 |

## Poängligan 1925/1926

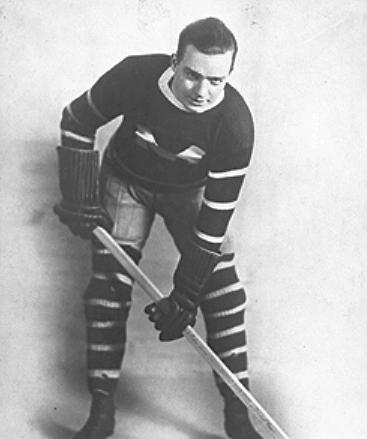
Montreal Maroons Nels Stewart vann poängligan med sina 42 poäng.

Not: SM = Spelade matcher, M = Mål, A = Assists, P = Poäng
| Spelare        | Lag                 | SM | M  | A  | P  |
| -------------- | ------------------- | -- | -- | -- | -- |
| Nels Stewart   | Montreal Maroons    | 36 | 34 | 8  | 42 |
| Cy Denneny     | Ottawa Senators     | 36 | 24 | 12 | 36 |
| Carson Cooper  | Boston Bruins       | 36 | 28 | 3  | 31 |
| Jimmy Herberts | Boston Bruins       | 36 | 26 | 5  | 31 |
| Howie Morenz   | Montreal Canadiens  | 31 | 23 | 3  | 26 |
| Jack Adams     | Toronto St Patricks | 36 | 21 | 5  | 26 |
| Aurèle Joliat  | Montreal Canadiens  | 35 | 17 | 9  | 26 |
| Billy Burch    | New York Americans  | 36 | 22 | 3  | 25 |
| Hooley Smith   | Ottawa Senators     | 28 | 16 | 9  | 25 |
| Frank Nighbor  | Ottawa Senators     | 35 | 12 | 13 | 25 |

## Slutspelet
Tre lag gjorde upp i ett slutspel om finalplatsen om Stanley Cup-pokalen. Ettan i serien var direktkvalificerad för slutspelsfinalen. Tvåan och trean spelade semifinal i bäst av två matcher där det lag som gjort flest mål gick till final. Slutspelsfinalen spelades i bäst av två matcher där det lag som gjort flest mål fick spela om Stanley Cup mot vinnaren i WHL i en serie i bäst av fem matcher.
Detta var sista säsongen ett lag som inte spelade i NHL kunde vinna Stanley Cup.

### NHL-semifinal 1926
Montreal Maroons vs. Pittsburgh Pirates
Montreal Maroons vann serien med 6-4 i målskillnad.

### NHL-final 1926
Ottawa Senators vs. Montreal Maroons
Montreal Maroons vann finalserien med 2-1 i målskillnad

## Stanley Cup-final 1926
Montreal Maroons vs. Victoria Cougars
Montreal Maroons vann serien med 3-1 i matcher

## Slutspelets poängliga
Not: SM = Spelade matcher; M = Mål; A = Assists; P = Poäng
| Spelare      | Lag              | SM | M | A | P |
| ------------ | ---------------- | -- | - | - | - |
| Nels Stewart | Montreal Maroons | 8  | 6 | 3 | 9 |

## NHL Awards
| NHL Awards 1925/1926    | NHL Awards 1925/1926           |
| ----------------------- | ------------------------------ |
| Prince of Wales Trophy: | Montreal Maroons               |
| Hart Memorial Trophy:   | Nels Stewart, Montreal Maroons |
| Lady Byng Trophy:       | Frank Nighbor, Ottawa Senators |